# Natale Froglia
Natale Andrea Froglia (Fiume, 12 dicembre 1906 – 3 novembre 1973) è stato un calciatore italiano, di ruolo attaccante.

## Carriera
Inizia la carriera nella Veloce Fiume, per poi passare nella stagione 1926-1927 alla Savoia Fiume; dopo una sola stagione viene acquistato dalla Fiumana, con cui nella stagione 1927-1928 segna 7 reti in 13 presenze in Prima Divisione, la seconda serie dell'epoca. L'anno seguente la Fiumana viene ammessa a disputare il campionato di Divisione Nazionale, nel quale Froglia segna 2 gol in 23 presenze.
La squadra chiude il campionato al 14º posto in classifica nel girone B, venendo così assegnata al nascente campionato di Serie B; in seconda serie Froglia va a segno 4 volte in 28 presenze, e viene riconfermato anche per il successivo campionato di Prima Divisione, la terza serie dell'epoca.
Rimane in squadra per altre sei stagioni, tutte in terza serie (che dalla stagione 1935-1936 ha assunto il nome di Serie C), per un totale di 135 presenze e 60 reti; in particolare le sue migliori stagioni dal punto di vista realizzativo sono la stagione 1931-1932 (13 gol in 25 presenze) e la stagione 1932-1933, in cui gioca 21 partite segnando 14 gol, suo massimo in carriera in una singola stagione.
Dal 1936 al 1938 ha giocato nella Littoria Fiume, nelle serie minori.
In carriera ha segnato complessivamente 73 gol in 199 presenze con la maglia della Fiumana, squadra di cui è il secondo miglior marcatore di sempre dietro a Rodolfo Volk, autore di 90 reti.